# Whippet (Hunderasse)
Der Whippet ist eine von der FCI anerkannte britische Hunderasse (FCI-Gruppe 10, Sektion 3, Standard Nr. 162).

## Herkunft und Geschichtliches
Hunde dieses Typs wurden im 19. Jahrhundert in Großbritannien – laut Überlieferung von englischen Bergleuten – zur Jagd auf Sicht auf Kaninchen eingesetzt. Um eine seriöse Zucht und das Verfassen des ersten Rassestandards bemühten sich einige kleinere Landadelige und mittlere Militärchargen, deren Verdienst besonders das Festigen eines bestimmten, leistungsfähigen und dennoch eleganten, ansprechenden Typs war. Dieser erste Standard wurde 1891 verfasst und geschützt, er existiert heute noch mit einigen eher geringfügigen Änderungen.
Whippets waren als Jagdhund beliebter als der Greyhound, da sie aufgrund ihrer geringen Größe weniger verletzungsanfällig, in der Erhaltung günstiger und natürlich auch billiger waren. Anfang des 20. Jh. wurde der Whippet dann auch bei Hunderennen eingesetzt, aus den Whippetrennen wurden jedoch niemals Profirennen wie beim Greyhound.

## Beschreibung
Der Whippet ist ein auf Geschwindigkeit und Leistung optimierter mittelgroßer, bis 51 cm großer Windhund. Physisch entspricht er für den Laien einem kleinen Greyhound, soll sich aber im Exterieur deutlich von diesem unterscheiden. Die eingezogene Rute wird des Öfteren als Angst interpretiert, ist aber eine rassespezifische Eigenschaft: Sie ist die Verlängerung der Wirbelsäule und wird bei Windhundrassen aufgrund der Schräglage des Beckens in Ruhestellung bodenwärts und niemals waagerecht oder hocherhoben getragen – ausgenommen bei übermütigen Junghunden oder bei Aggressionen.
Whippets sind von der Konstitution trocken, haben also kein überflüssiges Fett und keine Wamme oder andere Hautfalten. Sie sind sensible Hunde mit starkem Willen. Auftretendes Zittern ist Ausdruck von intensiver Erregung. Sein Haar ist fein, kurz und anliegend in allen Farben. Kleine, rosenförmige Ohren runden das Gesamtbild ab. Der Whippet ist laut Originalstandard ein sportlicher, mit viel Muskelkraft ausgestatteter Hund, der aber immer Eleganz mitbringen und niemals derb wirken soll. Wegen seines angenehmen Wesens eignet er sich auch als Familienhund, dessen Jagdtrieb man aber nicht unterschätzen darf.
Der Whippet zählt wie die meisten Windhundrassen (insbesondere Greyhound, Magyar Agár, Saluki und Barsoi) zu den schnellsten Landtieren der Erde.

## Verwendung
Neben dem Windhundsport ist der Whippet heutzutage in erster Linie ein Familienhund.

## Wesen
Der Rassestandard der FCI beschreibt den Whippet als freundlichen, anhänglichen und ausgeglichenen Hund, der ein idealer Begleiter ist. Er soll sowohl in häuslicher als auch in sportlicher Umgebung in hohem Maße anpassungsfähig sein.
Katharina von der Leyen beschreibt den Whippet als „wunderbar anpassungsfähigen Familienhund“ und betont, der Whippet sei „kinderlieb und wegen seiner geringen Masse von Kindern auch leicht zu handhaben“. Als weitere Wesenzüge notiert sie, ein Whippet sei verglichen mit anderen insbesondere orientalischen Windhunderassen leicht zu erziehen, fremden Menschen gegenüber zurückhaltend und eigne sich nicht als Wachhund.

## Gesundheit

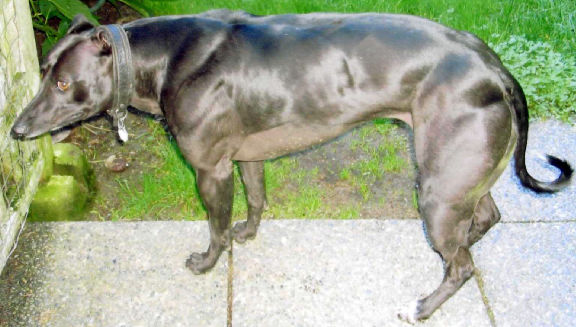
Ein Bully Whippet

Die Lebenserwartung des Whippets ist wie allgemein bei kleinen Hunden recht hoch; eine Studie fand 1999 bei einer Stichprobe von 14 Hunden dieser Rasse ein mittleres Todesalter von 14,3 ± 3,9 Jahren. 2010 kam eine Studie an einer größeren Anzahl Hunde (n = 374) zu einem mittleren Todesalter von 12,8 Jahren.
Der Whippet ist die einzige bekannte Hunderasse, bei der aufgrund einer Mutation des Myostatin-Gens eine erheblich größere Muskelmasse gebildet werden kann. Verschiedene Mutationen dieses Gens treten auch bei Mäusen, Schafen, mehreren Rinderrassen und dem Menschen auf. Betroffene Whippets sind als Bully Whippets bekannt und entsprechen wegen ihrer breiteren Brust und der starken Muskulatur, insbesondere am Nacken und an den Läufen, nicht dem Rassestandard. Abgesehen von einer stärkeren Veranlagung für Muskelkrämpfe und einem deutlichen Überbiss bei etwa der Hälfte der Tiere zeigen Bully Whippets keine gesundheitlichen Probleme.
Eine 2007 durchgeführte Studie konnte belegen, dass für den Gendefekt homozygote Individuen den Phänotyp des Bully Whippet zeigen. Heterozygote Tiere weisen durchschnittlich im Vergleich zu reinerbig gesunden Hunden eine ebenfalls größere Muskelmasse auf. Sie entsprechen jedoch dem Zuchtziel und erreichen im Wettkampf oft bessere Leistungen. Die Einordnung der untersuchten Hunde in Leistungsklassen führte zu der Erkenntnis, dass die Mutation bei Hunden mit guten Rennergebnissen am häufigsten und bei reinen Ausstellungshunden am seltensten auftritt. Bei der Untersuchung einer Gruppe von 146 Whippets, die ohne Rücksicht auf das Auftreten der Mutation in der Familie ausgewählt wurden und sowohl Wettkampfhunde als auch andere Tiere einschloss, wurden 2 homozygote Träger der Mutation, 20 heterozygote Träger und 124 reinerbig gesunde Hunde ermittelt.
Bully Whippets unterscheiden sich bereits in den ersten Lebenswochen deutlich von ihren Wurfgeschwistern. Ob ein Whippet Träger der Mutation ist, kann durch einen Gentest festgestellt werden.